# Granica boliwijsko-chilijska
Granica boliwijsko-chilijska – granica międzypaństwowa, ciągnąca się przez Andy na długości 861 km od trójstyku z Peru na północy do trójstyku z Argentyną na południu.